# سفارة أوكرانيا في الإمارات العربية المتحدة
سفارة أوكرانيا في الإمارات العربية المتحدة هي أرفع تمثيل دبلوماسي لدولة أوكرانيا لدى الإمارات العربية المتحدة. تقع السفارة في أبو ظبي وهي تهدف لتعزيز المصالح الأوكرانية في الإمارات العربية المتحدة.

## وصلات خارجية
- الموقع الرسمي
- قائمة سفارات أوكرانيا
- قائمة السفارات في الإمارات العربية المتحدة